# Afristivalius smitianus
Afristivalius smitianus är en loppart som först beskrevs av Beaucournu 1967.  Afristivalius smitianus ingår i släktet Afristivalius och familjen Stivaliidae. Inga underarter finns listade i Catalogue of Life.